# Out of Space
Out of Space è un singolo del gruppo musicale britannico The Prodigy, pubblicato il 9 novembre 1992 come quarto estratto dal primo album in studio Experience.

## Descrizione
Out of Space è caratterizzato da un campionamento del brano reggae I Chase the Devil di Max Romeo, oltre a contenere una frase estratta dal brano Critical Beatdown degli Ultramagnetic MCs.
Nel 2005 il singolo è stato remixato da Audio Bullys per il singolo Voodoo People/Out of Space, unico estratto dalla raccolta Their Law: The Singles 1990-2005.

## Video musicale
Il video mostra il gruppo in campagna con immagini di archivio di satelliti e struzzi.

## Tracce
CD singolo (Australia, Germania, Paesi Bassi, Regno Unito)
1. Out of Space (Edit) – 3:41
2. Out of Space (Techno Underworld Remix) – 4:48
3. Ruff in the Jungle Bizness (Uplifting Vibes Remix) – 4:20
4. Music Reach (1, 2, 3, 4) (Live) – 4:21

CD singolo (Stati Uniti)
1. Out of Space (Edit) – 3:41
2. Out of Space (Techno Underworld Remix) – 4:48
3. Out of Space (Millenium Mix) – 6:25
4. Out of Space (Celestial Bodies Remix) – 5:44
5. Ruff in the Jungle Bizness (Uplifting Vibes Remix) – 4:20
6. Jericho (Live Version) – 4:22

7" (Regno Unito), MC (Regno Unito)
- Lato A

1. Out of Space (Edit) – 3:41

- Lato B

1. Ruff in the Jungle Bizness (Uplifting Vibes Remix) – 4:20

12" (Germania, Paesi Bassi, Regno Unito)
- Lato A

1. Out of Space (Original Mix) – 5:07
2. Out of Space (Techno Underworld Remix) – 4:48

- Lato B

1. Ruff in the Jungle Bizness (Uplifting Vibes Remix) – 4:20
2. Music Reach (1, 2, 3, 4) (Live) – 4:21

12" (Stati Uniti)
- Lato A

1. Out of Space (Original Mix) – 5:07
2. Out of Space (Techno Underworld Remix) – 4:48
3. Ruff in the Jungle Bizness (Uplifting Vibes Remix) – 4:20

- Lato B

1. Out of Space (Millenium Mix) – 6:29
2. Out of Space (Celestial Bodies Mix) – 5:47